# 福建省泉州第五中学
24°54′39″N 118°35′31″E / 24.91083°N 118.59194°E
福建省泉州第五中学，简称泉州五中，旧称福建省立晋江中学（省立晋中），是位于福建省泉州市鲤城区的一所中学，它是福建省的重点中学之一。
泉州五中始创于1902年。2001年，该校初中部析出成立民营泉州第五中学分校（后改称泉州实验中学），2013年，泉州五中于桂坛校区重建初中部，并开启城东校区，高中部迁往城东校区。

## 历史
创办于1902年（光绪二十八年）的福建泉州府官立中学堂，为泉州地区第一所公立中等学校，后来陆续被更名为“泉州中学校”、“福建省立第十一中学校”、“福建省立晋江初级中学”、“福建省立晋江中学”、“晋江第一中学”、泉州第五中学。中共建政后收编为泉州第五中学，是一所初高中具备的完全中学。
2001年泉州市区的五中、一中、七中三所完全中学的初中部相继被民营化，五中初中部析出成立泉州第五中学分校（2004年起改称“泉州实验中学”）。
2013年，泉州五中高中部开始迁往城东校区，2015年秋开始高中部全部迁入城东校区。
2018年，泉州第三中学整体并入泉州五中，桂坛校区分为南区和北区。

## 泉州五中城东校区

教室内的教学设备

泉州五中城东校区位于泉州市丰泽区毓才路。城东校区面积175亩（约116667m2），是桂坛旧校区的3倍：总建筑面积约130000m2。教室内有推拉式黑板、单点触控大显示屏电脑。宿舍配有太阳能热水器，6人1间，上床下桌。
2008年12月召开的泉州市人民政府第38次市长办公会议原则同意泉州市教育局提出的关于在城东组团区域筹建泉州五中新校区的意见，将新校区建设项目及用地纳入城东片区的规划建设。新校区落成后，该校将复办初中部。
2013年8月开启城东校区（在建），高一部迁往城东校区。城东校区当时投入使用的有教学楼、实验楼、办公楼各1栋，1栋教工宿舍、1栋学生宿舍（1、2层为食堂）、400米操场（局部在建），实验楼、宿舍内有电梯。
2014年8月，城东校区的另外3栋教学楼、实验楼、办公楼（与之前的3栋沿校主轴呈对称）开启，供新高一使用。开启第2栋学生宿舍作为女生宿舍（2层为食堂），原学生宿舍作为男生宿舍。